# Nicholas Angelich
Nicholas Angelich (ur. 14 grudnia 1970 w Cincinnati, zm. 18 kwietnia 2022 w Paryżu) – amerykański pianista.
W 1983 roku rozpoczął naukę w Konserwatorium Paryskim w Paryżu, gdzie studiował u Alda Ciccoliniego, Yvonne Loriod, Michela Beroffa i Marie-Françoise Bucquet. Dyplom z fortepianu uzyskał w roku 1987. Jako 17-latek rozpoczął karierę pianisty solowego, uczestnicząc w wielu konkursach i festiwalach. Uczestniczył w kursach prowadzonych przez Leona Fleishera, Dmitrija Baszkirowa, Marii João Pires oraz Marie-Françoise Bucquet.
Jest laureatem I nagrody w Międzynarodowym Konkursie im. Giny Bachauer w Salt Lake City (1994) oraz II nagrody w Międzynarodowym Konkursie im. R. Casadesusa w Cleveland (1989).
W 2003 roku grał po raz pierwszy z New York Philharmonic pod dyrekcją Kurta Masura. Z Kurtem Masurem i Orchestre National de France odbyło też tournée po Japonii w następnym 2004 roku.
Jego płyta z nagraniami Triów Brahmsa dla Virgin Classics otrzymała nagrodę Schallplatten Prize.
Występuje z repertuarem utworów Mozarta, Brahmsa, Liszta, Ravela (Koncert na lewą rękę) oraz kompozytorów współczesnych Messiaena i Stockhausena.
Zmarł 18 kwietnia 2022 z powodu przewlekłej choroby płuc.